# Guinada adversa
Guinada adversa é a tendência natural e indesejável de uma aeronave a guinar na direção contrária da rolagem. Ela é causada pela diferença no arrasto de perfil entre a deflexão ascendente e descendente dos ailerons, a diferença na sustentação e, assim, no arrasto induzido entre as asas esquerda e direita, bem como uma rolagem contrária do vetor sustentação de cada asa sobre o eixo lateral, devido a trajetória de rolagem da aeronave. O efeito pode ser bastante minimizado com ailerons deliberadamente projetados para criar arrasto quando desviado para cima e/ou mecanismos que aplicam automaticamente algumas quantidades de leme. Como as principais causas da guinada adversa variam com a sustentação, qualquer mecanismo de razão fixa não conseguirá resolver o problema em todas as condições de voo e, assim, qualquer aeronave operada manualmente vai exigir uma certa quantidade de leme aplicado pelo piloto, a fim de manter voo coordenado.

## Causas
A guinada adversa é um efeito secundário da inclinação dos vetores sustentação na asa devido à sua velocidade de rolamento e da aplicação dos ailerons. Alguns manuais de treinamento de piloto focam, principalmente, sobre o arrasto adicional causado pelo aileron defletido para baixo e fazem apenas citações breves ou indiretas sobre os efeitos de rolagem. Na verdade, o rolamento das asas geralmente provoca um efeito maior do que os ailerons. Assumindo uma razão de rolagem para a direita, como no diagrama, as causas são explicadas da seguinte forma:

### Vetor sustentação
Por definição, a sustentação é perpendicular ao vento relativo.:18 Como a asa esquerda se move para cima, seu ângulo de ataque efetivo é reduzido,:361 assim, o vetor sustentação se inclina para trás. Por outro lado, como a asa direita desce, seu vetor sustentação se inclina para frente. O resultado é um momento de guinada adversa para a esquerda, o lado oposto ao da curva.

### Arrasto de perfil
A deflexão para baixo do aileron esquerdo aumenta o arqueamento do aerofólio, o que geralmente aumenta o arrasto. Por outro lado, a deflexão para cima do aileron direito diminui o arqueamento e o arrasto de perfil. O desbalanceamento do arrasto de perfil piora a guinada adversa. Uma exceção é o aileron do tipo Frise, descrito mais abaixo.

### Arrasto induzido
Iniciar uma rolagem para direita requer uma sustentação brevemente maior na asa esquerda do que na direita. Isso também causa um maior arrasto induzido sobre a asa esquerda do que a direita, o que piora a guinada adversa, mas apenas brevemente. Uma vez que uma razão de rolagem é estabelecida, o desequilíbrio da sustentação direita e esquerda diminui:351, enquanto os outros mecanismos descritos acima persistem.

## Minimizando a guinada adversa
Há uma grande quantidade de características nas aeronaves que podem ser usadas para reduzir a guinada adversa e aliviar a carga de trabalho do piloto:

### Mistura do aileron ao leme
O leme é a forma mais poderosa e eficiente de gestão da guinada, mas ligar ele mecanicamente aos ailerons é impraticável. A ligação eletrônica é comum em aeronaves com sistema fly-by-wire.

### Coeficiente de sustentação
Como a inclinação do vetor sustentação das asas é a principal causa da guinada adversa, um parâmetro importante é a magnitude desse vetor sustentação, ou, para ser mais específico, o coeficiente de sustentação da aeronave. Voo em baixo coeficiente de sustentação (ou de alta velocidade comparada a velocidade mínima) produz menos guinada adversa.:365

### A estabilidade da guinada
Uma boa estabilidade direcional é a primeira forma de reduzir a guinada adversa. Esta é influenciada pelo momento vertical da cauda (área e distância do braço sobre o centro de gravidade).

### Deflexão diferencial do aileron
A geometria da maioria das ligações dos ailerons pode ser configurada para se deslocar mais para cima do que para baixo. Ao excessivamente defletir o aileron para cima, o arrasto de perfil é aumentado ao invés de reduzido e o arrasto produzido pela separação do fluxo de ar no bordo de fuga da asa ajuda ainda mais na produção de arrasto no interior da asa, produzindo uma força de guinada na direção da rolagem. Apesar de não ser tão eficiente quanto uma mistura de aileron e leme, o aileron diferencial é muito fácil de implementar em quase qualquer avião e oferece a grande vantagem de reduzir a tendência do estol iniciar pela ponta da asa, limitando a deflexão para baixo do aileron e aumentando o ângulo de ataque efetivo associado a ele.
A maioria dos aviões usam este método de mitigação da guinada adversa — é particularmente perceptível em uma das primeiras aeronaves famosas a utilizar eles, o de Havilland Tiger Moth, um treinador biplano da década de 1930 — pela implementação simplificada e benefícios de segurança.

### Ailerons do tipo Frise
Ailerons do tipo Frise são projetados de modo que, quando o aileron é defletido para cima, um pouco da borda dianteira do aileron se projeta para baixo no fluxo de ar, causando aumento de arrasto sobre essa asa (a que desceu durante a rolagem). Este opor-se-á ao arrasto produzido pelo outro aileron, reduzindo, assim, a guinada adversa.
Infelizmente, bem como a redução da guinada adversa, os ailerons do tipo Frise aumentam o arrasto geral da aeronave muito mais do que corrigem os efeitos do leme de direção. Portanto, eles são menos populares nas aeronaves em que minimizar o arrasto é importante (por exemplo, em um planador).
Nota: Ailerons do tipo Frise são principalmente concebidos para reduzir a força nos comandos durante a rolagem. Ao contrário da ilustração, o bordo de ataque do aileron deve ser arredondado para evitar a separação do fluxo de ar e o flutter em deflexões negativas. Isso impede importantes forças de arrasto diferencial.

### Spoilers de rolagem
Em aeronaves de grande porte, onde o uso do leme de direção é inadequado em altas velocidades ou os ailerons são muito pequenos em baixas velocidades, spoilers de rolagem (também chamados de spoilerons) podem ser usados para minimizar a guinada adversa ou aumentar o momento de rolagem. Para funcionar como um controle lateral, o spoiler é elevado na asa que desce durante a rolagem (na asa em que o aileron sobe) e permanece recolhido na outra asa. O spoiler levantado aumenta o arrasto e, portanto, gera uma guinada na mesma direção da rolagem.